# 帕巴拉·通娃顿垫
帕巴拉·通娃顿垫（藏語：མཐོང་བ་དོན་ལྡན，威利转写：mthong ba don ldan；1567年—1604年）藏族，工布隆布堆地方（今西藏林芝市工布江达县）人，第三世（不计追认）帕巴拉活佛。

## 生平
藏历火兔年（1567年），生于工布隆布堆地方。他当时的活佛转世程序，包括辨认前世的遗物、坐床典礼等等已基本完备。和上一世帕巴拉活佛帕巴桑吉一样，他也多次应邀赴云南丽江木氏土司辖地传教多年，并且调解了丽江和藏边之地的纠纷。
1594年，通娃顿垫因学识渊博，组织才能卓越，成为昌都强巴林寺第十四任法台堪布。此后，帕巴拉活佛正式成为该寺第一大活佛世系，结束了该寺法台轮换聘任的原有制度，标志着帕巴拉活佛世系的正式形成及地位的初步确立。自此，帕巴拉活佛主持强巴林寺成了惯例，一直延续到今天。1603年，他曾收到蒙古王邀请他赴蒙古传教的信函，但他因健康原因而未能成行。
藏历木龙年（1604年），通娃顿垫圆寂，享年38岁。